# Xeranobium sericatum
Xeranobium sericatum är en skalbaggsart som beskrevs av White 1971. Xeranobium sericatum ingår i släktet Xeranobium och familjen trägnagare. Inga underarter finns listade i Catalogue of Life.